# 750 CCFL

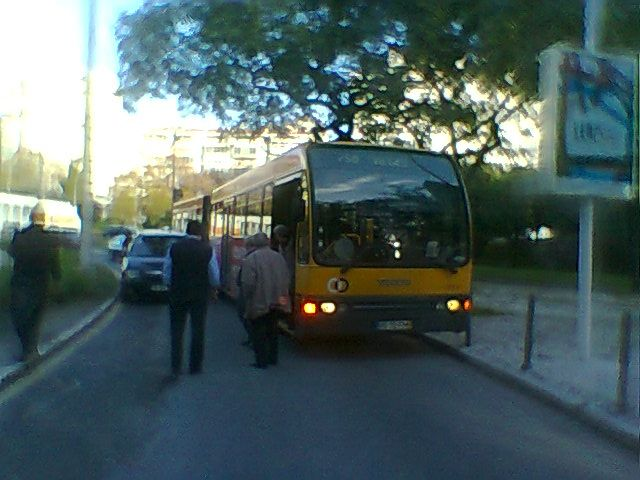
Autocarro articulado na retido na sua marcha devido a estacionamento indevido sobre curva estreita.

A 750 é uma das carreiras da Carris, empresa municipal de transporte coletivo de passageiros de Lisboa, Portugal. É identificada pela cor cinzenta por integrar as ligações circulares da rede de serviço diurno. Com os seus terminais em Algés e na Estação do Oriente (Interface), e passando por Benfica, Campo Grande, e Relógio, é uma das mais longas carreiras da empresa.
Foi renomeada da anterior designação, 50 (subentendida em contexto como de autocarros da Carris), em meados da década de 2000, no âmbito da implementação da Rede 7.
Havia sido criada em 1966, para servir a então recente segunda circular. Tem-se mantido estável no seu percurso e características. Antes da Expo’98 o seu término nascente era no Poço do Bispo, com encurtamentos a Cabo Ruivo.
Até 2022, existia uma outra carreira de transporte rodoviário coletivo de passageiros na Grande Lisboa identificada com o número 750, esta da Rodoviária de Lisboa. Não sendo esta sinonímia caso único, era coincidência singular partilharem o terminal da Gare do Oriente. Com a entrada em operação da Carris Metropolitana em 2023 na Grande Lisboa, a 750 da Rodoviária de Lisboa passou a ser a 2705, desaparecendo a ambiguidade.

## Características

### Estação
- Miraflores

### Material Circulante
- Mercedes-Benz O530 G Citaro (Série 4601-4650)
- Mercedes-Benz O530 G Citaro NGT (Série 4801- 4840
- MAN 18.310 HOCL-NL Marcopolo Viale (Série 2311- 2348) - Apenas durante o período nocturno
- MAN Lion's City 18 G (Série 2824 - 2844)

### Tipologia
É uma carreira radial, ligando Algés (terminal rodoviário importante e com ligação directa à Linha de Cascais) à zona Oriental da cidade de Lisboa. Funciona, diariamente, entre as 05:35 e as 00:35, aproximadamente.